# Naviplane N500

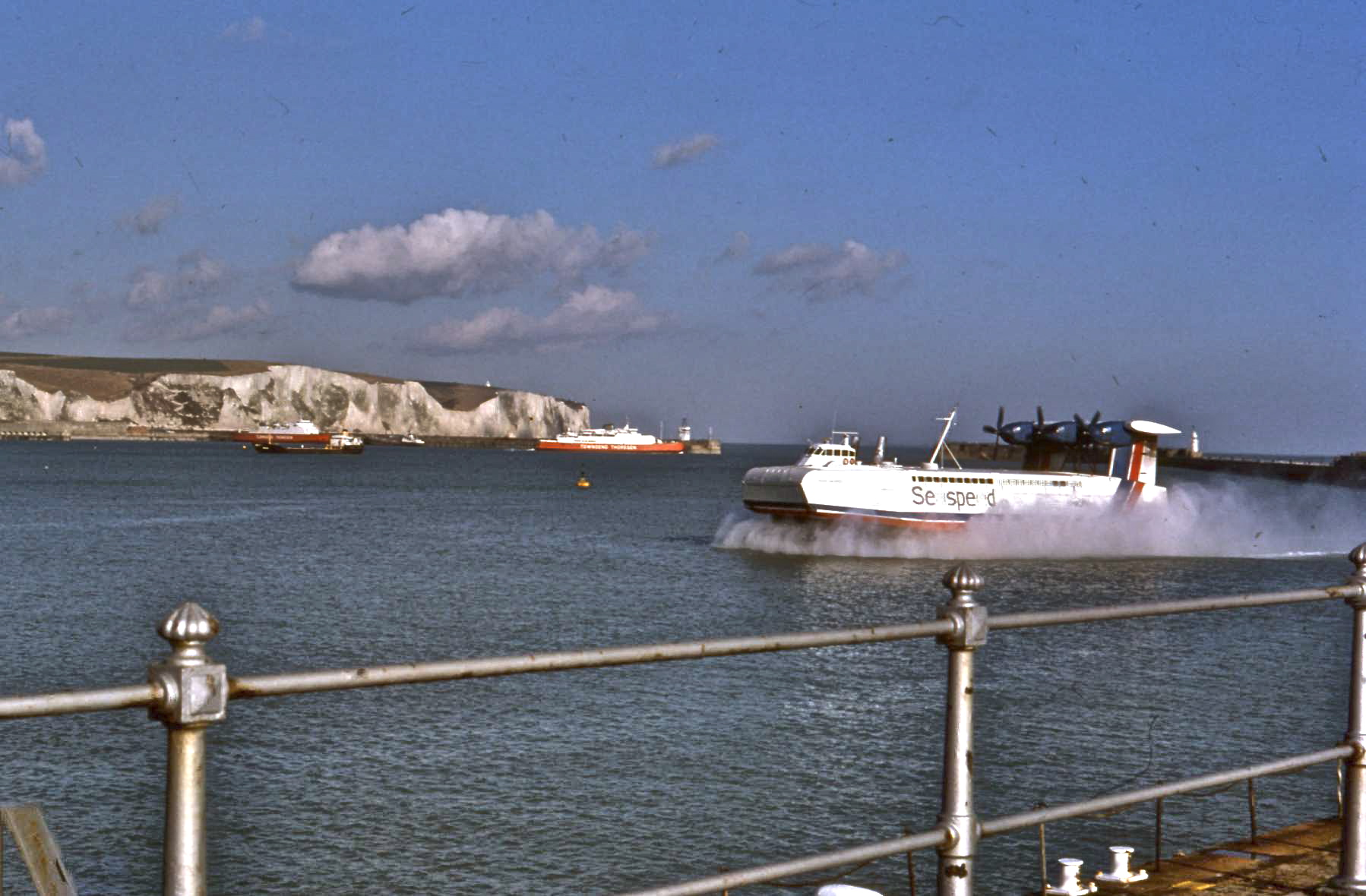
N500 wpływający do portu Dover w 1980 r.

Naviplane N500 – francuski poduszkowiec pasażerski, należący do największych tego typu pojazdów na świecie. Wyprodukowany przez firmę SEDAM (Société d'Etude et de Développement des Aéroglisseurs Marins, pol. Towarzystwo Badania i Rozwoju Poduszkowców Morskich) w Pauillac, Żyronda.

## Dane techniczne
- długość 50 m
- wysokość – 17 m
- szerokość – 23 m
- ciężar własny – 145 ton
- ciężar z ładunkiem – 250 ton
- prędkość podróżna – do 130 km/h
- czas podróży bez uzupełniania paliwa – 5 godzin
- ładowność – 400 pasażerów i 65 aut osobowych (ewentualnie 54 auta osobowe i 5 autobusów)

Kadłub całkowicie spawany ze stopów lekkich. Poduszkę powietrzną wytwarzają dwa wentylatory 13-łopatowe o średnicy 4 m, napędzane turbinami amerykańskimi Allison, każda o mocy 3200 KM. 
Próbna eksploatacja od 5 stycznia 1977. Jednostkę zbudowano dla obsługi ruchu na kanale La Manche z Boulogne-sur-Mer do Dover, obok poduszkowców brytyjskich serii SR.N4.
Stworzono dwa pojazdy:
- N500-01 – Côte d'Argent – pierwsza jazda 19 kwietnia 1977
- N500-02 – Ingénieur Jean Bertin (zbudowana 1977) dla Seaspeed z grupy SNCF.